# Billy Talent II
Billy Talent II è il secondo album di studio del gruppo emo/pop punk canadese Billy Talent.

## Tracce
1. Devil in a Midnight Mass – 2.54
2. Red Flag – 3.19
3. This Suffering – 3.57
4. Worker Bees – 3.44
5. Pins and Needles – 3.11
6. Fallen Leaves – 3.21
7. Where Is the Line – 3.52
8. Covered in Cowardice – 4.14
9. Surrender – 4.09
10. The Navy Song – 4.34
11. Perfect World – 3.09
12. Sympathy – 3.20
13. Burn the Evidence – 3.43

## Formazione
- Benjamin Kowalewicz – voce
- Ian D'Sa – chitarra
- Jonathan Gallant – basso
- Aaron Solowoniuk – batteria